# Miller Zoltán
Miller Zoltán (Budapest, 1973. december 10.) magyar színész, énekes.

## Életpályája
Szülei operaénekesek: édesanyja Dobránszky Zsuzsanna, édesapja Miller Lajos, Kossuth-díjas és a Nemzet Művésze volt. Az Óbudai Gimnáziumban érettségizett 1992-ben, ahol Ördögfiókák névvel rockzenekart alapított. Előbb feldolgozásokat (Guns N’ Roses, Deep Purple, Led Zeppelin, AC/DC) játszottak, majd – Miller Zoltán „megvillantva” dalszerzői és szövegírói képességeit, – saját dalokat is. Édesanyja ajánlására jelentkezett a Gór Nagy Mária Színitanodába, ahol 1994-ben végzett. Osztálytársai között volt Ullmann Mónika, Liptai Claudia és Szabó P. Szilveszter. A tanoda befejezése óta szabadúszó.
Növendékként, 1993-ban szerepet kapott az Arany János Színház Grease című GNM-es produkciójában Doddy szerepében, amelyet még sokáig játszottak az ország számos színpadán. Pályája elején prózai szerepekben és musicalekben egyaránt láthatta őt a közönség. Többek között szerepelt az Operett Színház Valahol Európában című darabjában is, játszott továbbá a Tháliában, a József Attila Színházban, a Madách Színházban, a Soproni Petőfi Színházban, a Piccolo Színházban, a Tivoliban és a Miskolci Nemzeti Színházban. Az 1997/1998-as évadot Duisburgban töltötte, ahol a A nyomorultakban Enjolras szerepét énekelte nagy sikerrel.
1995-ben Berkes Gáborral megalapította Emberek nevű zenekarát; a BMG-vel közösen három albumot is kiadtak, ebből rögtön az első, a Száz út, majd az 1997-ben megjelent második nagylemez, a Tábortűz is aranylemez lett. 1998-ban adták ki harmadik nagylemezüket Forog a Föld címmel. 2011-ben tartották a 15. születésnapi koncertjüket.
Miller Zoltán 1999-ben, mint az „év legjobb musical énekese” eMeRton-díjat kapott. A Madách Színház Az Operaház Fantomja musicaljében – hármas szereposztásában Csengeri Attila és Sasvári Sándor mellett – a Fantomot és – a darab másik férfi főszerepét, – a hősszerelmes Raoult is megformálta. 2004-ben az „év legnépszerűbb színésze” kategóriában vehette át a Súgó Csiga díjat. 2008-ban szólólemeze készítésére hivatkozva visszaadta mind a Fantom, mind Raoul szerepét.
2008. szeptember végén megjelent első szólólemeze Fehér és Fekete címmel a Sony BMG gondozásában, melyen hat feldolgozásszám és hat saját dal hallható. Az énekes a következőképpen fogalmazta meg a lemez irányvonalát: „Mindig megtaláltam mindenben a jót. Ha ért valami nagyon-nagyon kellemetlen, mondhatni tragikus dolog, akkor is azt mondtam: ez azért történt, mert valami sokkal jobb jön ezután! Az elmúlt tíz év szerelmei, gyötrelmei, gondolatai, élményei, a világgal való örök harc – néha kudarc –, feladás és újrakezdés, szárnyalás és mélyrepülés, kiégés és fellángolás, önpusztítás és életszeretet! De mindig őszintén! Ez mind egy lemezen!"
2009–2011 között szinte teljesen visszavonult a zenei és színházi élettől (csupán néhány koncertet és előadást vállalt). Mivel úgy érezte, a nézőket egyre kevésbé sikerül emberi történetekkel szíven találni, eltávolodott a színháztól, a művészetektől. Üzleti vállalkozásba kezdett, időlegesen egy amerikai multinacionális vállalat középvezetője volt. Ebben az időszakban üzleti pszichológiával, life coachinggal is foglalkozott. Játszott a budapesti Madách, József Attila és kecskeméti Katona József Színházak színpadain. Színészmesterséget tanít a Gór Nagy Mária Színitanodában. 2012 óta lép fel önálló esteken Mahó Andreával. 2013 decemberében az Erkel Színház színpadán egy különleges zenés est keretében lépett fel először édesapjával és fiával közösen.
Színpadi munkái mellett filmekben is szerepel, szinkronizál is.

## Díjak
Az Emberek zenekar első, „Száz út” című nagylemeze 1996 őszén, majd a „Tábortűz” címet viselő második albuma is aranylemezes lett.
- EMeRTon-díj (1999)
- Súgó Csiga díj (2004)
- Gundel művészeti díj (2006)[14]
- Csináljuk a fesztivált! című televíziós műsor második szériájának győztese (2007)
- Magyar Köztársasági Ezüst Érdemkereszt (2007)

## Diszkográfia

### Szólólemezek
| Év   | Album                               | Legmagasabb helyezés                   | Minősítés |
| Év   | Album                               | MAHASZ Top 40 album- és válogatáslemez | Minősítés |
| ---- | ----------------------------------- | -------------------------------------- | --------- |
| 2008 | Fehér és fekete - Megjelenés: 2008. | 5                                      |           |

### Emberek (együttes)
| Év   | Album                            | Legmagasabb helyezés                   | Minősítés       |
| Év   | Album                            | MAHASZ Top 40 album- és válogatáslemez | Minősítés       |
| ---- | -------------------------------- | -------------------------------------- | --------------- |
| 1995 | Száz út - Megjelenés: 1995.      | 7                                      | aranylemez 1996 |
| 1997 | Tábortűz - Megjelenés: 1997.     | 5                                      | aranylemez 1997 |
| 1998 | Forog a Föld - Megjelenés: 1998. | -                                      |                 |

Kislemez
- 1996 karácsonya: Gyertyafény[3]

### Egyéb közreműködések
- BudapestMix – Budapest Rádió bemutatja (válogatás)
- Valahol Európában (musical) (1995)
- Best of Kisberkes (válogatás) (1997)
- Hippolyt (filmzene) (1999)
- Mama – Dalok édesanyáknak (válogatás) (2006)
- Holiday – A legnagyobb hazai nyári slágerek (válogatás) (2007)
- Nagyi lemez (válogatás) (2007)
- Csináljuk a fesztivált 3. (CD+DVD) (2008)
- Juventus Summer Hits 2008 (válogatás) (2008)

## Filmek
- 2003. Zenés esték – Csendes éj... (az Erkel Színházból gálaest[15] műsor; Valahol Európa tévésorozat[16])
- 2006. A Napba öltözött leány (zenés film) – Áron
- 2007. 56 csepp vér (rochmusical film) – Mercutió
- 2007.[17] …meseautóban (filmslágerek összeállítás)
- 2008.[18] Aranycsapat (a József Attila Színház előadásának tévéváltozata) – Angyal Gyuri
- 2010. Vérző Magyarország (dokumentumfilm)
- 2010. Diplomatavadász (tévéfilmsorozat) – Ákos
- 2012. A Magyar Szabadság Napja Gödöllőn (dokumentumfilm)
- 2017–2018. Oltári csajok

### Koncertfelvételek
- 2006. Bródy 60
- Miller 2009!
- Emberek Koncert 2011.

## Színházi szerepei
A Színházi adattárban regisztrált bemutatóinak száma: 39.
| Darab                      | Szerep                                        | Színház                                 | Bemutató             | Forrás |
| -------------------------- | --------------------------------------------- | --------------------------------------- | -------------------- | ------ |
| A pillangók szabadok       | Don (szerepátvétel 1994 novembertől)          | Karinthy Színház                        | 1994. március 12.    | [ 20 ] |
| Hazudós Billy              | Billy (szerepátvétel)                         | Játékszín                               | 1994. március 25.    | [ 21 ] |
| A makrancos hölgy          | Lucentio                                      | Soproni Petőfi Színház                  | 1994. október 8.     | [ 22 ] |
| Az első sírásó             | Ádám                                          | Soproni Petőfi Színház                  | 1995. május 6.       | [ 23 ] |
| Játék a kastélyban         | Ádám                                          | Jászai Mari Színház                     | 1995. október 28.    | [ 24 ] |
| Szombat, vasárnap, hétfő   | N/A                                           | Soproni Petőfi Színház                  | 1996. december 7.    | [ 25 ] |
| Andorra                    | Andri                                         | Soproni Petőfi Színház                  | 1996. február 10.    | [ 26 ] |
| A 3 testőr                 | D’Artagnan                                    | Vörösmarty Színház                      | 1999. február 19.    | [ 27 ] |
| A nyomorultak              | Marius Javert                                 | Madách Színház                          | 1999. november 20.   | [ 28 ] |
| Légy jó mindhalálig        | János                                         | József Attila Színház                   | 2000. április 1.     | [ 29 ] |
| Fame                       | Nick                                          | Piccolo Színház                         | 2000. szeptember 23. | [ 30 ] |
| 3 : 1 a szerelem javára    | Gyurka                                        | József Attila Színház                   | 2001. április 28.    | [ 31 ] |
| A pókasszony csókja        | Valentin                                      | Budapesti Kamaraszínház                 | 2001. december 20.   | [ 32 ] |
| West Side Story            | N/A                                           | Ferencvárosi Ünnepi Játékok             | 2001. június 29.     | [ 33 ] |
| Made in Hungária           | Ricky                                         | József Attila Színház                   | 2001. október 6.     | [ 34 ] |
| Anna Karenina              | Vronszkij                                     | Madách Színház                          | 2002. március 23.    | [ 35 ] |
| Evita                      | Che Guevara                                   | Miskolci Nemzeti Színház                | 2002. október 11.    | [ 36 ] |
| Az Operaház Fantomja       | Az Operaház fantomja Raoul, Vicomte de Chagny | Madách Színház                          | 2003. május 30.      | [ 37 ] |
| Volt egyszer egy csapat    | John                                          | Madách Színház                          | 2005. május 27.      | [ 38 ] |
| Valahol Európában          | N/A                                           | Művészetek Palotája                     | 2005. május 9.       | [ 39 ] |
| Mi vagyunk a musical       | N/A                                           | Madách Színház                          | 2006. december 21.   | [ 40 ] |
| Aranycsapat                | Angyal Gyuri                                  | József Attila Színház                   | 2006. május 20.      | [ 41 ] |
| 56 csepp vér               | Mercutió                                      | Papp László Budapest Sportaréna         | 2006. október 19.    | [ 42 ] |
| Édeskettes hármasban       | Vernon Gersch                                 | Madách Színház                          | 2007. április 27.    | [ 43 ] |
| A nyomorultak              | Javert                                        | Katona József Színház                   | 2010. szeptember 24. | [ 44 ] |
| Báthory Erzsébet           | Caravaggio                                    | Margitszigeti Szabadtéri Színpad        | 2012. július 13.     | [ 45 ] |
| Szenvedély                 | N/A                                           | Művészetek Palotája                     | 2007. december 5.    | [ 46 ] |
| Jézus Krisztus szupersztár | Pilátus                                       | Iseumi Szabadtéri Játékok (Szombathely) | 2013. augusztus 2.   | [ 47 ] |
| Klotild néni               | Férj                                          | Karinthy Színház                        | 2013. október 11.    | [ 48 ] |
| Koldus és királyfi         | Miles Hendon (40 éves)                        | Vörösmarty Színház                      | 2013. december 22.   | [ 19 ] |
| Piszkos Fred, a kapitány   | Fülig Jimmy                                   | Városmajori Szabadtéri Színpad          | 2014. június 6.      | [ 49 ] |
| Legénybúcsú                | Karó, a nők bálványa                          | Magyarock Dalszínház (Komárom)          | 2014. július 18.     | [ 50 ] |
| Chicago                    | Billy Flynn                                   | Veszprémi Petőfi Színház                | 2014. november 3.    | [ 19 ] |
| Tűzrőlpattant Tündérország | Táltos                                        | Csokonai Nemzeti Színház                | 2015. január 13.     | [ 51 ] |

## Szinkronszerepei
- Lost in Space _ Elveszve az űrben: Don West _ Ignacio Serricchio
- Halt and Catch Fire _ CTRL nélkül: Joe MacMillan _ Lee Pace
- Spartacus: Julius Caesar – John Gavin
- A leghosszabb nap
- A kőbe szúrt kard: Narrátor – Sebastian Cabot
- A rózsaszín párduc: George Lytton – Robert Wagner
- Térden állva jövök hozzád: Gianni Voltale – Gianni Morandi
- A házasság buktatói: Mecnun Açıkgöz – Gökay Müftüoğlu
- Ha már nem lennél az enyém: Gianni Traimonti – Gianni Morandi
- A Parallax gyilkosságok: Joseph Frady – Warren Beatty
- A Midway-i csata
- A róka és a kutya: Tod – Mickey Rooney
- A rózsaszín párduc nyomában: George Lytton – Robert Wagner
- A szenvedélyek labirintusa
- A rózsaszín párduc átka: Clifton Sleigh őrmester – Ted Wass
- Legénybúcsú: Jay O`Neill – Adrian Zmed
- Akit csak a bosszú éltet: Brandon Ma – Brandon Lee
- Az elveszett fiúk: Michael Emerson – Jason Patric
- Mystic Pizza: Bill – Vincent D’Onofrio
- Lézer misszió: Michael Gold – Brandon Lee
- 1492 – A Paradicsom meghódítása: Adrian de Moxica – Michael Wincott
- Halálos lecke: Josh Wyatt – Dalton James
- Az ítélet éjszakája: Josh Wyatt – Stephen Dorff
- A kis Buddha: Chandaka – Santosh Bangera
- Lőj!
- Időzsaru – Timecop
- Shop-stop: Randal Graves – Jeff Anderson
- Hüvelyk Panna: Cornelius herceg – Gary Imhoff
- Fércember: Lazarus – Wil Wheaton
- A gyűlölet
- Kutass és rombolj: Biztonsági őr – Vincent Angell
- Palermo – Milánó, egyszeri utazás: Tarcisio Proietti – Valerio Mastandrea
- Szobatársak: Michael Holzcek – D.B. Sweeney
- Voodoo: Andy – Corey Feldman
- Jéghercegnő
- Anasztázia: Dimitrij (Énekhang) – Jonathan Dokuchitz
- Woop Woop – Az isten háta mögött: Teddy – Johnathon Schaech
- Alice Tükörországban: Subi Dee – Marc Warren
- Időgéppel a lovagkorba
- Moby Dick: Ishmael – Henry Thomas
- Az oroszlánkirály 2.: Ishmael – Jason Marsden
- Sűrűbb, mint a vér: Griffin Byrne – Dan Futterman
- A vörös hegedű: Frederick Pope – Jason Flemyng
- A Féreg akcióban: Michael Gabrielli – Filip Nikolic
- Hit a szerelemben
- A majmok kastélya: Kom
- Nina-mánia
- Purgatórium: Leo `Sonny` Dillard – Brad Rowe
- Titus: Saturninus – Alan Cumming
- Ámokfutó szerencse: Charles – Corey Feldman
- Hullahegyek, fenegyerek: Dr. Allen Painter – Dylan Kussman
- József, az álmok királya: József – Ben Affleck
- A király táncol: XIV. Lajos – Benoît Magimel
- Szerelem a négyzeten: Charlie Hudson – Michael Vartan
- A hetedik mennyország: Iki – Rhys Ifans
- Kardhal: Axel Torvalds – Rudolf Martin
- A muskétás: D'Artagnan – Justin Chambers
- Rocksztár: Chris `Izzy` Cole – Mark Wahlberg
- Dinotópia – Őslények szigete: Karl Scott – Tyron Leitso
- Örökifjak: Matt Lawrence – Dean Cain
- Szeretni bolondulásig: David – Clément Sibony
- Bohóctörténet: Emile Bailleul – Benoît Magimel
- Koponyák 3.: Roger Lloyd – Bryce Johnson
- Nagy hal: Will Bloom – Billy Crudup
- Totál szívás
- Trója – Háború egy asszony szerelméért: Agamemnón – Rufus Sewell
- VIII. Henrik: Robert Aske – Sean Bean
- Kattant egy esztendő: Lito – Víctor Clavijo
- Neveletlen hercegnő 2. – Eljegyzés a kastélyban: Nicholas – Chris Pine
- Nyerj egy randit Tad Hamiltonnal!: Tad Hamilton – Josh Duhamel
- Pokolfajzat: John Myers – Rupert Evans
- Szerelmünk lapjai: Noah Calhoun – Ryan Gosling
- Éjszakai járat: Jackson Rippner – Cillian Murphy
- Első a szerelem: David Bloomberg – Bryan Greenberg
- Telhetetlen pasifaló: Tino Köster – Kristian Kiehling
- Apró titkok: Brad Adamson – Patrick Wilson
- Cserebere szerencse: Antonio – Carlos Ponce
- Édes kis malackám: Johnny / Max – James McAvoy
- Éjszaka a múzeumban: Jedediah Smith – Owen Wilson
- A forrás: Tom Creo / Tomas / Tommy – Hugh Jackman
- Kígyók a fedélzeten: Ken – Bruce James
- Kutyahideg: Jerry Shepard – Paul Walker
- A Sittaford-rejtély
- Mission: Impossible III: Musgrave – Billy Crudup
- A parfüm: Egy gyilkos története: Jean-Baptiste Grenouille – Ben Whishaw
- Shop-stop 2.: Randal – Jeff Anderson
- Sörcsata: Jan Wolfhouse – Paul Soter
- A szerencse foglyai: Murph – Grant Sullivan
- Bűbáj: Edward herceg – James Marsden
- Csillagpor: Tristan Thorne – Charlie Cox
- Csodás vagyok, szeretnek: Micke – Nikolaj Coster-Waldau
- Metamorfózis: Keith – Corey Sevier
- Plasztik szerelem: Lars Lindstrom – Ryan Gosling
- A szellemlovas: Johnny Blaze fiatalon – Matt Long
- Utazás Darjeelingbe: Jack L. Whitman – Jason Schwartzman
- Bolondok aranya: Benjamin Finnegan – Matthew McConaughey
- Az esemény: Elliot Moore – Mark Wahlberg
- Esti mesék: Mickey – Russell Brand
- Fúrófej Taylor: Fúrófej Taylor – Owen Wilson
- Hellboy II – Az Aranyhadsereg: Nuada herceg – Luke Goss
- Max Payne – Egyszemélyes háború: Max Payne – Mark Wahlberg
- Megkínozva: Brian – Jon Cryer
- Szanatórium: Jack – Jesse Metcalfe
- A fehér szalag
- Az időutazó felesége: Gomez – Ron Livingston
- Az informátor!: Bob Herndon – Joel McHale
- Julie & Julia – Két nő, egy recept: Eric Powell – Chris Messina
- Szörnyek az űrlények ellen: Derek Dietl – Paul Rudd
- Varázslók a Waverly helyről: Archie – Steve Valentine
- Watchmen – Az Őrzők: Jon Osterman (Dr. Manhattan) – Billy Crudup
- Ébredj velünk: Adam Bennett – Patrick Wilson
- A gyilkos bennem él: Lou Ford – Casey Affleck
- Hétmérföldes szerelem: Will – Ron Livingston
- A szupercsapat: Lynch – Patrick Wilson
- Valentin nap (film): Jason – Topher Grace
- Pszichoszingli: Buddy Slade – Patrick Wilson
- Szellemvihar: Carl – Steve Bacic
- Jurassic World: Owen Grady – Chris Pratt
- Jurassic World: Bukott birodalom: Owen Grady – Chris Pratt
- Jurassic World: Világuralom: Owen Grady – Chris Pratt
- Transformers: A kihalás kora: Cade Yeager – Mark Wahlberg
- Transformers: Az utolsó lovag: Cade Yeager – Mark Wahlberg
- A galaxis őrzői: Peter Quill / Űrlord – Chris Pratt
- A galaxis őrzői vol. 2.: Peter Quill / Űrlord – Chris Pratt
- A galaxis őrzői: 3. rész: Peter Quill / Űrlord – Chris Pratt
- Bosszúállók: Végtelen háború: Peter Quill / Űrlord – Chris Pratt
- Bosszúállók: Végjáték: Peter Quill / Űrlord – Chris Pratt
- A galaxis őrzői – Ünnepi különkiadás: Peter Quill / Űrlord – Chris Pratt
- Thor: Szerelem és mennydörgés: Peter Quill / Űrlord – Chris Pratt
- Thor: Sötét világ: Richard – Chris O'Dowd
- Mi lenne, ha…?: Peter Quill – Brian T. Delaney
- Bosszúállók újra együtt: Peter Quill / Űrlord – Chris Cox (1. hang), Will Friedle (2. hang)
- Garfield: Garfield – Chris Pratt
- Lois és Clarke – Superman legújabb kalandjai: Clark Kent / Superman – Dean Cain
- Szex és New York: Jerry "Smith" Jerrod – Jason Lewis
- Bűbájos boszorkák: Andy Trudeau felügyelő – Ted (Theodore William „T.W.”)King
- Az elit alakulat: Eugene Roe – Shane Taylor
- Cheers: Woodrow Tiberius "Woody" Boyd – Woody Harrelson
- Vérvörös nyár: David Brenner – Thomas Jouannet
- Angyalok Amerikában: Joe Pitt – Patrick Wilson
- Hóbarátok: Fibbes Breuer – Igor Jeftic
- Joey: Jimmy – Adam Goldberg
- Aladdin: Aladdin (Énekhang)
- Star Wars: A klónok háborúja: Kit Fisto (1. hang), Slick – Phil LaMarr, Dee Bradley Baker
- Grimm: Nick Burkhardt – David Giuntoli
- A hegyimentők: Markus Kofler – Sebastian Ströbel
- Sonic, a sündisznó: Thomas „Tom” Michael Wachowski – James Marsden
- Sonic, a sündisznó 2.: Thomas „Tom” Michael Wachowski – James Marsden
- Sonic, a sündisznó 3.: Thomas „Tom” Michael Wachowski – James Marsden